# Penthesilea (Schoeck)
Penthesilea ist ein Musiktheater-Werk in einem Aufzug nach dem Trauerspiel von Heinrich von Kleist, das Opus 39 von Othmar Schoeck.

## Entstehungsgeschichte
Schoeck war von dem Stoff längere Zeit begeistert, 1923 wurde Hans Corrodi beauftragt, ein Libretto zu seinem Werk zu erstellen, das er explizit nicht als Oper bezeichnete. Doch Schoeck verfasste später selbst das Libretto, das weitgehend auf dem gleichnamigen Drama von Heinrich von Kleist basiert, dieses aber einer drastischen Kürzung unterzog. Somit entstand ein Einakter, der sich auf die Kernszenen zwischen Achill und Penthesilea gründet. Schoeck beendete die Arbeit 1925, sie wurde 1927 an der Staatsoper in Dresden uraufgeführt, der Dirigent war Hermann Ludwig Kutzschbach.

## Handlung
Das Heer der Amazonen wurde durch die Griechen zerstreut. Der Held Achill besiegt Penthesilea, ihre Vertraute Prothoe rät vergebens zur Flucht. Sie fällt in eine Ohnmacht. Achill erscheint und ist interessiert an Penthesilea. Prothoe rät, er solle sich dieser gegenüber nach ihrem Erwachen als bezwungen ausgeben, denn gemäß den Gesetzen der Amazonen darf nur derjenige zum Gatten genommen werden, der im Kampf besiegt wurde. So geschieht es: Penthesilea erwacht, Prothoe teilt ihr mit, dass sie ihre Niederlage nur geträumt habe. Achill und Penthesilea dürfen sich nun begegnen, eine vorsichtige Liebesszene findet statt. Doch Achill erzählt ihr von seinem Betrug aus Liebe, noch beschützt sie ihn aber. Achill lässt einen erneuten Zweikampf verkünden. Sie missversteht seine Absicht aber, denn er will waffenlos zu ihr kommen und sich besiegen lassen. Ihre Liebe schlägt in bodenlosen Hass um, sie tötet und zerfleischt Achill. Am Ende wird sie sich ihrer Tat bewusst und begeht Selbstmord.

## Musik
Schoeck instrumentierte die Oper für ein großes spätromantisches Orchester, allerdings gibt es besondere Entscheidungen für oder gegen bestimmte Instrumente, die eine einzigartige klangliche Wirkung hervorrufen. So besetzte er insgesamt 10 verschiedene Klarinetten, zwei Klaviere, stark besetztes Schlagwerk und vier Soloviolinen, die Tutti-Violinen fehlen jedoch, so dass insbesondere der Gesamtstreicherklang eher matt und tief erscheint.

## Inszenierungen
- 8. Januar 1927 Dresden, Uraufführung; mit Irma Tervani, Eugenie Burkhardt, Maria Rösler-Keuschnigg, Elfriede Haberkorn, Friedrich Plaschke, Paul Schöffler, Ludwig Eybisch, Dirigent: Hermann Ludwig Kutzschbach
- 1928, 1968 Opernhaus Zürich
- 1942 Leipzig, Neues Theater
- 1957 Staatstheater Stuttgart, Dirigent: Ferdinand Leitner, mit Martha Mödl in der Titelrolle
- 1979 Bremen, Theater Bremen
- 1982 Salzburger Festspiele Dirigent: Gerd Albrecht
- 1985 Stadttheater Bern, Regie: Eriprando Visconti, Dirigent: Peter Maag
- 1986 Opernhaus Düsseldorf
- 1998 Opéra National de Montpellier, Opéra Berlioz – Le Corum, Dirigent: Friedemann Layer
- 1999 Hannover
- 1999 Luzern, Lucerne Festival, Dirigent: Mario Venzago
- 2001 Florenz, Teatro del Maggio Musicale Fiorentino, Regie Harry Kupfer, Dirigent: Gerd Albrecht
- 2003 Staatstheater Cottbus in Koproduktion mit dem Kleist Forum in Frankfurt (Oder)
- 2007 Basel, Theater Basel, Regie Hans Neuenfels, Dirigent: Mario Venzago, diese Inszenierung wurde in der Kritikerumfrage der Zeitschrift Opernwelt zur Inszenierung des Jahres 2008 gewählt.
- 2008 Dresden Semperoper, Regie Günter Krämer, Dirigent: Gerd Albrecht, für die Darstellung der Penthesilea in Dresden erhielt Iris Vermillion den Faust-Theaterpreis.
- 2009 Theater Lübeck, Regie Alexander Schulin, Dirigent: Philippe Bach
- 2011 Oper Frankfurt, Regie Hans Neuenfels (Übernahme der 2007er Inszenierung aus Basel)
- 2017 Theater Bonn, Regie Peter Konwitschny, Dirigent: Dirk Kaftan
- 2019 Landestheater Linz, Wiederaufnahme der Inszenierung des Theaters Bonn (2017)

## Einspielungen
- 1957 Staatsoper Stuttgart, Dirigent: Ferdinand Leitner (mit Martha Mödl in der Titelrolle)
- 1973 WDR Sinfonieorchester Köln, Dirigent: Zdeněk Mácal (Internationale Musikfestwochen Luzern)
- 1982 Salzburger Festspiele, Dirigent: Gerd Albrecht
- 1985 Tonhalle-Orchester Zürich, Dirigent: Gerd Albrecht (mit Helga Dernesch in der Titelrolle)
- 1999 Sinfonieorchester Basel, Dirigent: Mario Venzago